# Икавски изговор
Икавски изговор (такође икавица, икавштина) је један од изговора српскога језика и једини који није прихваћен у стандардном језику, за разлику од екавског и ијекавског, као ни раније у српскохрватском језичком стандарду.
Народни говори који користе икавски изговор су одређени говори Далмације, Истре, као и неки говори Славоније, Војводине и Босне и Херцеговине.
Икавски изговор је једна од главних особености хрватског чакавског наречја, мада има и екавских и ијекавских чакавских говора. У штокавском наречју најраширенији је млађи икавски дијалекат, који се говори у северној Далмацији и великом делу Босне и Херцеговине.
Икавским изговором старословенско слово јат доследно се замењује словом и. У неким икавским говорима, међутим, приметан је и утицај ијекавице и екавице (у крајевима од Ријеке на север мешају се екавски и икавски изговор у склопу чакавског наречја).
Икавица има писану традицију у књижевности. Утицаји овог изговора налазе се у дубровачкој и далматинској књижевности, као и у савременом (правилном) књижевном језику — јат се замењује са и у примерима новИји, долИвати, нИсам, а у ијекавском изговору и у неким који нису присутни у екавском — биљег, хтио, смио итд.).